# Силюкалнс
Си́люкалнс (латыш. Sīļukalns; ранее также Си́лукалнс) — населённый пункт в Прейльском крае Латвии. Административный центр Силюкалнской волости. Расстояние до города Прейли составляет около 44 км. По данным на 2018 год, в населённом пункте проживало 73 человека.

## История
В советское время населённый пункт был центром Упениекского сельсовета Прейльского района. В селе располагалась центральная усадьба колхоза «Силюкалнс».